# 狭叶花柱草
狭叶花柱草（学名：Stylidium tenellum）为花柱草科花柱草属下的一个种。